# Landkreis Lüneburg
Der Landkreis Lüneburg ist ein Landkreis im Nordosten Niedersachsens. Er ist Teil des gleichnamigen Landschaftsverbandes und gehört zur Metropolregion Hamburg.

## Geographie

### Lage
Der Landkreis Lüneburg liegt südlich von Hamburg zwischen dem Elbetal und der Lüneburger Heide. Er wird von der Elbe durchflossen – sie trennt das Amt Neuhaus und Teile Bleckedes vom restlichen Kreisgebiet.

### Nachbarkreise
Der Landkreis grenzt im Uhrzeigersinn im Norden beginnend an den Kreis Herzogtum Lauenburg (in Schleswig-Holstein), an den Landkreis Ludwigslust-Parchim (in Mecklenburg-Vorpommern) sowie an die Landkreise Lüchow-Dannenberg, Uelzen, Heidekreis und Harburg (alle in Niedersachsen).

## Geschichte
Das Amt Lüneburg entstand 1862. Zu diesem Zeitpunkt wechselte das Amt Lüne seinen Amtssitz vom Kloster Lüne in die ehemalige Lüneburger Ritterakademie. Hiermit wurde auch der Amtsname geändert. Ab 1867 waren die Ämter Lüneburg, Bleckede und die Stadt Lüneburg Mitglieder des Kreises Lüneburg, auch Steuerkreis genannt, der ausschließlich für Steuern und Militär zuständig war.
Der Landkreis Lüneburg wurde am 1. April 1885 im Rahmen der Bildung von Landkreisen in der Provinz Hannover aus dem Amt Lüneburg gebildet. Die Stadt Lüneburg blieb kreisfrei.
1929 wurde dem Landkreis das Gebiet des Gutsbezirks Scharnhop aus dem Kreis Uelzen zugeschlagen. Am 1. Oktober 1932 wurde der benachbarte Kreis Bleckede in den Landkreis Lüneburg eingegliedert.
1943 schieden die Gemeinden Hagen und Lüne aus dem Landkreis aus und wurden in die Stadt Lüneburg eingegliedert. Durch die Einteilung der Besatzungszonen nach Kriegsende verlor der Landkreis Lüneburg sein gesamtes rechtselbisches Gebiet. Die Gemeinden des Amtes Neuhaus sowie die rechtselbischen Stadtteile von Bleckede wurden der Sowjetischen Besatzungszone zugeschlagen und dadurch 1949 Teil des Staatsgebiets der DDR.
1969 gründete sich die Samtgemeinde Bardowick, um bevorstehenden Eingliederungen in die Stadt Lüneburg zuvorzukommen. In den 1970er Jahren kam es zu einer Reihe von Gebietsreformen. Zunächst wurde am 1. Juli 1970 die Gemeinde Sottorf in die Gemeinde Amelinghausen eingegliedert. Am 1. Juli 1972 schieden zehn Gemeinden aus dem Landkreis Lüneburg aus:
- Dübbekold wurde in die Gemeinde Göhrde im Landkreis Lüchow-Dannenberg eingegliedert.[3]
- Katemin wurde in die Gemeinde Neu Darchau im Landkreis Lüchow-Dannenberg eingegliedert.[3]
- Grünhagen, Hohenbostel, Niendorf und Wulfstorf wurden in die Gemeinde Bienenbüttel im Landkreis Uelzen eingegliedert.[4]
- Obermarschacht wurde in die Gemeinde Marschacht im Landkreis Harburg eingegliedert.[5]
- Avendorf, Bütlingen und Tespe wurden zu einer neuen Gemeinde Tespe zusammengefasst, die zum Landkreis Harburg kam.[5]

Eine umfassende Gebietsreform sowie einen Gebietszuwachs brachte das Gesetz zur Neugliederung der Gemeinden im Raum Lüneburg am 1. März 1974:
- Die bis dahin kreisfreie Stadt Lüneburg wurde in den Landkreis eingegliedert.
- Die Gemeinden Handorf, Radbruch und Wittorf wechselten aus dem Landkreis Harburg in den Landkreis Lüneburg.
- Die Gemeinden Raven, Rolfsen und Soderstorf aus dem Landkreis Harburg wurden zu einer neuen Gemeinde Soderstorf zusammengefasst, die in den Landkreis Lüneburg wechselte.
- Die Gemeinde Wetzen aus dem Landkreis Harburg wurde in die Gemeinde Oldendorf (Luhe) im Landkreis Lüneburg eingegliedert.
- Durch zahlreiche Zusammenschlüsse wurde die Zahl der Gemeinden des Landkreises deutlich verringert.

Am 30. Juni 1993 kehrte das 1945 verlorengegangene rechtselbische Gebiet nach einer Volksabstimmung wieder in den Landkreis Lüneburg zurück und wurde als Samtgemeinde Amt Neuhaus fortgeführt. Zum 1. Oktober 1993 schlossen sich ihre Mitgliedsgemeinden zur neuen Gemeinde Amt Neuhaus zusammen. Damit ist der Landkreis Lüneburg der einzige Landkreis, der von der ehemaligen innerdeutschen Grenze zerschnitten wird.
Der Landkreis Lüneburg ist eines der Kerngebiete von Denkmälern und Fundstätten aus der Vorzeit. Ernst Sprockhoff notierte 17 Anlagen westlich und 32 östlich der Ilmenau. Die Anlagen der Nekropole von Soderstorf und der Totenstatt bei Oldendorf ragen darunter heraus.

### Einwohnerentwicklung
Der Landkreis Lüneburg wurde 1932 durch die Eingliederung des Kreises Bleckede und 1974 durch die Eingliederung der Stadt Lüneburg deutlich vergrößert.

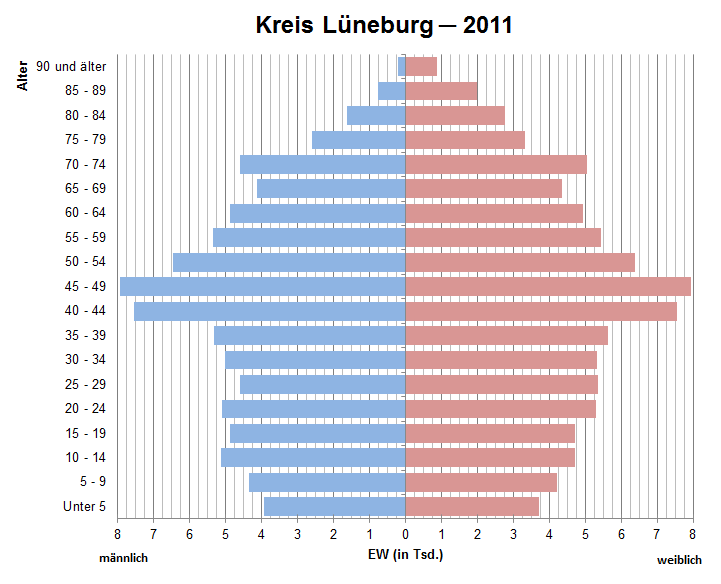
Bevölkerungspyramide für den Kreis Lüneburg (Datenquelle: Zensus 2011.)

| Jahr | Einwohner | Quelle |
| ---- | --------- | ------ |
| 1890 | 19.940    | [ 8 ]  |
| 1900 | 20.683    | [ 8 ]  |
| 1910 | 22.567    | [ 8 ]  |
| 1925 | 24.078    | [ 8 ]  |
|      |           |        |
| 1939 | 46.448    | [ 8 ]  |
| 1950 | 65.356    | [ 8 ]  |
| 1960 | 55.800    | [ 8 ]  |
| 1970 | 63.400    | [ 9 ]  |
|      |           |        |
| 1980 | 131.700   | [ 10 ] |
| 1990 | 137.461   | [ 11 ] |
| 2000 | 166.661   | [ 11 ] |
| 2010 | 177.279   | [ 11 ] |
| 2015 | 180.719   | [ 11 ] |
| 2020 | 184.235   | [ 11 ] |

### Konfessionsstatistik
Laut Zensus 2011 waren 50,4 % der Einwohner evangelisch und 7,2 % römisch-katholisch; 42,5 % gehörten anderen Konfessionen oder Glaubensgemeinschaften an oder waren konfessionslos. Der Anteil der Protestanten und Katholiken an der Gesamtbevölkerung ist seitdem jährlich um durchschnittlich einen Prozentpunkt gesunken. Gemäß dem Zensus 2022 waren 39,8 % der Einwohner evangelisch, 6,2 % katholisch und 54,0 % waren konfessionslos, gehörten einer anderen Glaubensgemeinschaft an oder machten keine Angabe.
Laut kirchlicher Statistik waren 2021 von den 184.235 Einwohnern 39,9 % (73.500) evangelische Gemeindeglieder, 2023 waren es 37,5 % (70.360). Mit Stand 1. Januar 2024 reduzierte sich deren Anteil auf 36,3 % (68.100).

## Politik

### Kreistag
Die Kommunalwahl am 12. September 2021 führte im Landkreis Lüneburg zu den in den Diagrammen dargestellten Ergebnissen.
- Linke: 3
- PARTEI: 1
- SPD: 16
- Grüne: 14
- FDP: 3
- UNAB: 2
- CDU: 15
- Basis: 1
- AfD: 3

Wahlergebnisse der vergangenen vier Wahlen
| Parteien und Wählergemeinschaften | Parteien und Wählergemeinschaften                                      | Prozent 2021 | Sitze 2021 | Prozent 2016 | Sitze 2016 | Prozent 2011 | Sitze 2011 | Prozent 2006 | Sitze 2006 |
| --------------------------------- | ---------------------------------------------------------------------- | ------------ | ---------- | ------------ | ---------- | ------------ | ---------- | ------------ | ---------- |
| SPD                               | Sozialdemokratische Partei Deutschlands                                | 27,6         | 16         | 30,1         | 18         | 34,94        | 20         | 36,0         | 19         |
| CDU                               | Christlich Demokratische Union Deutschlands                            | 25,2         | 15         | 27,9         | 16         | 29,56        | 17         | 35,8         | 19         |
| Grüne                             | Bündnis 90/Die Grünen                                                  | 25,0         | 14         | 17,4         | 10         | 22,90        | 13         | 14,4         | 7          |
| FDP                               | Freie Demokratische Partei                                             | 5,9          | 3          | 5,0          | 3          | 3,03         | 2          | 6,8          | 3          |
| AfD                               | Alternative für Deutschland                                            | 4,6          | 3          | 9,3          | 5          | -            | -          | -            | -          |
| Linke                             | Die Linke                                                              | 4,6          | 3          | 6,0          | 4          | 3,73         | 2          | 3,5          | 2          |
| UNAB                              | DIE UNABHÄNGIGEN                                                       | 3,5          | 2          | 3,4          | 2          | 2,34         | 2          | -            | -          |
| PARTEI                            | Die PARTEI                                                             | 1,8          | 1          | -            | -          | -            | -          | -            | -          |
| Basis                             | Basisdemokratische Partei Deutschland                                  | 1,7          | 1          | -            | -          | -            | -          | -            | -          |
| RRP                               | Rentnerinnen- und Rentner-Partei                                       | -            | -          | -            | -          | 1,90         | 1          | -            | -          |
| UWL/BR                            | Unabhängige Wählerliste / Bündnis Rechte                               | -            | -          | -            | -          | 1,23         | 1          | 1,5          | 1          |
| SOLI                              | Sozial-ökologische Liste – das Bürger-Forum für den Landkreis Lüneburg | -            | -          | -            | -          | 0,37         | -          | -            | -          |
| WG                                | Wählergruppen                                                          | -            | -          | -            | -          | -            | -          | 3,5          | 2          |
| Sonstige                          | –                                                                      | 0,2          | 0          | 0,8          | 0          | -            | -          | -            | -          |
| Gesamt                            | Gesamt                                                                 | 100 %        | 58         | 100 %        | 58         | 100 %        | 58         | 100 %        | 52         |
| Wahlbeteiligung                   | Wahlbeteiligung                                                        | 60,2 %       | 60,2 %     | 58,5 %       | 58,5 %     | 54,3 %       | 54,3 %     | 52,9 %       | 52,9 %     |

- Wählergruppen, da sich die Ergebnisse für die Wahlen und 2006 nicht auf einzelne Wählergruppen aufschlüsseln lassen.
- Neben den gewählten Kreistagsabgeordneten gehört der Landrat dem Kreistag an.

### Wahlkreise
Der Landkreis Lüneburg gehört zum Bundestagswahlkreis 38 Lüchow-Dannenberg – Lüneburg. Der Landtagswahlkreis 49 Lüneburg umfasst die Stadt Lüneburg, die Gemeinde Adendorf und die Samtgemeinden Amelinghausen, Bardowick und Gellersen. Die Stadt Bleckede, die Gemeinde Amt Neuhaus und die Samtgemeinden Dahlenburg, Ilmenau, Ostheide sowie Scharnebeck gehören zum Landtagswahlkreis 48 Elbe.

### Landräte
- 1885–1895 Julius Rasch
- 1895–1917 Konrad Engelhardt
- 1917–1945 Wilhelm Albrecht (ab 1933 NSDAP)
- 1945–1946 Ludwig Eicke
- 1946–1948 Wilhelm Martens sen.
- 1948–1952 Friedrich Buhlert
- 1952–1953 Wilhelm Martens sen.
- 1953–1974 Hermann Hahn (Deutsche Partei, ab 1962 CDU)
- 1974–1991 Wilhelm Martens jun. (CDU)
- 1991–1996 Wolfgang Schurreit (SPD)[22]
- 1996–2006 Franz Fietz (CDU)[23]
- 2006–2019 Manfred Nahrstedt (SPD)[24]
- seit 1. November 2019 Jens Böther (CDU)

### Oberkreisdirektoren
- 1945–1949 Ludwig Eicke
- 1950–1969 Ernst Wallhöfer
- 1969–1987 Klaus Harries (CDU)
- 1987–1999 Jürgen Allerdissen[22]

### Wappen
Das Wappen wurde dem Landkreis Lüneburg 1927 durch das Preußische Staatsministerium verliehen und zählt zu den frühesten deutschen Landkreiswappen. Schließlich ist der Landkreis Lüneburg der erste unter allen hannoverschen, ja sogar preußischen Landkreisen gewesen, der die Möglichkeit genutzt hat, ein eigenes Wappen zu beantragen und zu erlangen. Zudem ist das Wappen offenbar Vorbild für die Gestaltung der Landkreiswappen der benachbarten Landkreise Harburg, Celle, Dannenberg, Gifhorn, Soltau und Uelzen gewesen, die in den Folgejahren ebenfalls den blauen bzw. welfischen Löwen angenommen haben. Wiedergegeben sind zudem die Herzen in Anlehnung an das dänische Königswappen infolge der Heirat Herzog Wilhelms von Lüneburg mit der Dänin Helene. Die Gestaltung und der Entwurf gehen auf den Berliner Maler Gustav Adolf Closs zurück.

## Wirtschaft und Infrastruktur
Im Zukunftsatlas 2016 belegte der Landkreis Lüneburg Platz 178 von 402 Landkreisen, Kommunalverbänden und kreisfreien Städten in Deutschland und zählt damit zu den Regionen mit „ausgeglichenem Chancen-Risiko Mix“ für die Zukunft.
Das Städtische Klinikum Lüneburg gehört zum Elbe-Heide-Krankenhausverbund, welcher mehrere Krankenhäuser im südlichen Hamburger Umland umfasst.
Zur Pflege kultureller Einrichtungen wurde der Lüneburgische Landschaftsverband als eingetragener Verein gegründet.

### Verkehr
Für die Binnenschifffahrt ist die Elbe und der Elbe-Seitenkanal von Bedeutung. Durch das Kreisgebiet verlaufen verschiedene Bundesstraßen und die Bundesautobahn 39 von Lüneburg nach Hamburg (die ehemalige A 250). Die Verbindung von Amt Neuhaus über die Elbe hinweg ins restliche Kreisgebiet wird durch die Fähren Tanja zwischen Neu Darchau und Darchau sowie Amt Neuhaus zwischen Bleckede und Neu Bleckede gewährleistet.
Durch das Kreisgebiet laufen die Bahnstrecken Lehrte–Hamburg-Harburg, von Lüneburg–Lübeck sowie Wittenberge–Buchholz, die heute nur noch zwischen Lüneburg und Dannenberg in Betrieb ist. Auf den Strecken der Schieneninfrastruktur Ost-Niedersachsen Lüneburg–Bleckede und Lüneburg–Soltau findet kein regelmäßiger Personenverkehr mehr statt. Im Fernverkehr wird Lüneburg von der Intercity-Express-Linie 26 Karlsruhe–Frankfurt–Kassel–Hannover–Hamburg–Stralsund sowie einzelnen weiteren ICE- und IC-Zügen bedient.
Der Busverkehr liegt größtenteils in den Händen der KVG Stade (KVG) und der OHE-Tochter Verkehrsbetriebe Osthannover (VOG). In den 1990er Jahren wurde auf wichtigen Routen ein Schnellbusnetz eingeführt, das Lüneburg direkt und teilweise im Stundentakt mit umliegenden Grundzentren verbindet (Bleckede, Dahlenburg, Amelinghausen, Salzhausen). Häufige Verbindungen bestehen in die Vororte Lüneburgs (Bardowick, Adendorf, Deutsch Evern, Reppenstedt). Als Ergänzung zum regulären Busbetrieb im Schwachlastverkehr gibt es ein Anrufsammel-Mobil bzw. Anruf-Sammel-Taxi. Erschließungs- und Schulbuslinien binden kleinere Orte an, ein CarSharing ergänzt den ÖPNV in Lüneburg, Adendorf und Reppenstedt.
Alle Nahverkehrslinien gehören zum Hamburger Verkehrsverbund (HVV).

### Medien
Die wichtigste Tageszeitung im Landkreis ist die Lüneburger Landeszeitung, die seit 1946 in der Kreisstadt erscheint. Der Norddeutsche Rundfunk strahlt werktäglich sieben Regionalfenster im Hörfunk auf NDR 1 Niedersachsen aus. Zuständig für die Region Nordostniedersachsen ist das NDR Studio in Lüneburg, wo auch Fernsehberichte aus dem Landkreis Lüneburg, unter anderem für Hallo Niedersachsen, NDR Info oder die tagesschau gefertigt werden.

## Gemeinden
In Klammern die Einwohnerzahl am 31. Dezember 2023.

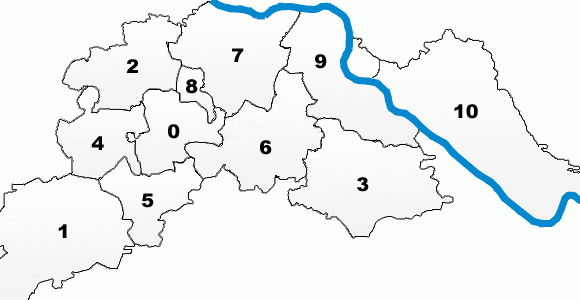
Karte des Landkreises Lüneburg mit Einheits- und Samtgemeinden
0 = Stadt Lüneburg
1 = Samtgemeinde Amelinghausen
2 = Samtgemeinde Bardowick
3 = Samtgemeinde Dahlenburg
4 = Samtgemeinde Gellersen
5 = Samtgemeinde Ilmenau
6 = Samtgemeinde Ostheide
7 = Samtgemeinde Scharnebeck
8 = Adendorf
9 = Stadt Bleckede
10 = Amt Neuhaus

| Einheitsgemeinden - 1. Adendorf (10.749) - 2. Amt Neuhaus [Sitz: Neuhaus/Elbe] (4769) - 3. Bleckede, Stadt (9178) - 4. Lüneburg, Kreis- und Hansestadt, große selbständige Stadt (74.577) |

Samtgemeinden mit ihren Mitgliedsgemeinden
* Sitz der Samtgemeindeverwaltung
| - 1. Samtgemeinde Amelinghausen (8008) 1. Amelinghausen * (3817) 2. Betzendorf (1078) 3. Oldendorf (Luhe) (957) 4. Rehlingen (713) 5. Soderstorf (1443) - 2. Samtgemeinde Bardowick (18.157) 1. Bardowick, Flecken * (6614) 2. Barum (2013) 3. Handorf (2105) 4. Mechtersen (675) 5. Radbruch (2264) 6. Vögelsen (2397) 7. Wittorf (1493) - 3. Samtgemeinde Dahlenburg (5654) 1. Boitze (341) 2. Dahlem (479) 3. Dahlenburg, Flecken * (3114) 4. Nahrendorf (1118) 5. Tosterglope (602) - 4. Samtgemeinde Gellersen (12.881) 1. Kirchgellersen (2362) 2. Reppenstedt * (6929) 3. Südergellersen (1553) 4. Westergellersen (2037) | - 5. Samtgemeinde Ilmenau (10.469) 1. Barnstedt (753) 2. Deutsch Evern (3625) 3. Embsen (2801) 4. Melbeck * (3290) - 6. Samtgemeinde Ostheide (10.356) 1. Barendorf * (2443) 2. Neetze (2835) 3. Reinstorf (1203) 4. Thomasburg (1325) 5. Vastorf (827) 6. Wendisch Evern (1723) - 7. Samtgemeinde Scharnebeck (15.201) 1. Artlenburg, Flecken (1732) 2. Brietlingen (3297) 3. Echem (1082) 4. Hittbergen (976) 5. Hohnstorf (Elbe) (2323) 6. Lüdersburg (667) 7. Rullstorf (1879) 8. Scharnebeck * (3245) |

## Ehemalige Gemeinden
Die folgende Liste enthält alle ehemaligen Gemeinden, die jemals dem Landkreis Lüneburg angehörten.
- Ahndorf
- Alt Garge
- Avendorf1)
- Barförde
- Barskamp
- Bavendorf
- Bitter2)
- Bockum3)
- Bohnenburg2)
- Boltersen
- Brackede
- Breetze
- Buendorf
- Bütlingen1)
- Dachtmissen
- Darchau2)
- Dehnsen3)
- Dellien2)
- Diersbüttel
- Drögennindorf
- Dübbekold4)
- Ehlbeck
- Eimstorf
- Ellringen
- Erbstorf
- Etzen
- Garlstorf
- Garze
- Gienau
- Gifkendorf
- Glüsingen
- Göddingen
- Grünhagen5)
- Haar2)
- Häcklingen
- Hagen6)
- Harmstorf
- Heiligenthal
- Heinsen
- Herrenhof-Brandstade2)
- Hohenbostel5)
- Holzen
- Horburg (bis 1931 Dreckharburg)
- Horndorf
- Junker-Wehningen2)
- Jürgenstorf
- Kaarßen2)
- Karze
- Katemin4)
- Kolkhagen
- Konau2)
- Köstorf
- Kovahl
- Krusendorf2)
- Laake2)
- Laave2)
- Lemgrabe
- Lüdershausen
- Lüne6)
- Marxen am Berge
- Mücklingen
- Neetzendorf
- Neuhaus an der Elbe2)
- Niendorf5)
- Nutzfelde3)
- Obermarschacht1)
- Ochtmissen
- Oedeme
- Oerzen
- Oldendorf an der Göhrde
- Osterehlbeck3)
- Pinnau2)
- Pommoißel
- Preten2)
- Privelack2)
- Radegast
- Radenbeck
- Rassau2)
- Rehrhof3)
- Rettmer
- Rohstorf
- Rosenthal
- Rosien2)
- Sassendorf
- Seedorf
- Sottorf7)
- St. Dionys
- Stapel2)
- Stiepelse2)
- Stixe2)
- Strachau-Vergünne2)
- Sückau2)
- Sülbeck3)
- Sumte2)
- Süttorf
- Tellmer
- Tespe1)
- Tripkau2)
- Ventschau
- Viehle2)
- Vockfey2)
- Volkstorf
- Walmsburg
- Wendewisch
- Wendhausen
- Wendischthun8)
- Wennekath3)
- Wiecheln3)
- Wilkenstorf2)
- Wohlenbüttel3)
- Wulfstorf5)
- Zeetze2)

1)Wechsel in den Landkreis Harburg am 1. Juli 1972
2)1945 zum Landkreis Hagenow; seit 1993 Teil der Gemeinde Amt Neuhaus im Landkreis Lüneburg
3)1928/29 Eingemeindung in größere Nachbargemeinden
4)Wechsel in den Landkreis Lüchow-Dannenberg am 1. Juli 1972
5)Wechsel in den Landkreis Uelzen am 1. Juli 1972
6)am 1. April 1943 Eingemeindung nach Lüneburg
7)am 1. Juli 1970 Eingemeindung nach Amelinghausen
8)Der linkselbische Gemeindeteil Alt Wendischthun wurde 1929 nach Bleckede eingemeindet. Der rechtselbische Gemeindeteil kam 1945 als Gemeinde Neu Wendischthun zum Landkreis Hagenow und ging 1965 in der Gemeinde Neu Wendischthun-Bleckede auf.
Alle übrigen Gemeinden verloren ihre Eigenständigkeit am 1. März 1974.

## Schutzgebiete
Im Landkreis befinden sich neben Landschaftsschutzgebieten und Naturdenkmalen 13 ausgewiesene Naturschutzgebiete (Stand Februar 2017).
Siehe auch:
- Liste der Naturschutzgebiete im Landkreis Lüneburg
- Liste der Landschaftsschutzgebiete im Landkreis Lüneburg
- Liste der Naturdenkmale im Landkreis Lüneburg
- Liste der geschützten Landschaftsbestandteile im Landkreis Lüneburg

## Kfz-Kennzeichen
Am 1. Juli 1956 wurde dem Landkreis bei der Einführung der bis heute gültigen Kfz-Kennzeichen das Unterscheidungszeichen LG zugewiesen. Es wird durchgängig bis heute ausgegeben.

## Sonstiges
Der Landkreis Lüneburg liegt in drei verschiedenen Vorwahlbereichen. Der Großteil des Landkreises hat Rufnummern des Bereichs 4 (Hamburg). Der Südosten liegt allerdings im Bereich 5 (Hannover) und die zum Beitrittsgebiet gehörenden ostelbischen Gebiete im Bereich 3 (Berlin).